# Tun Tin
Tun Tin (birm. ထွန်းတင်, ur. 2 października 1920 w Myitkyina, zm. 1 maja 2020 w Rangunie) – birmański polityk, dziewiąty premier Mjanmy piastujący swój urząd pomiędzy 26 czerwca 1988 a 18 października 1988.

## Życiorys
Ukończył studia wyższe w 1941 roku na Uniwersytecie Mandalaj. Podczas okupacji japońskiej wstąpił do marionetkowych sił zbrojnych okupowanej Birmy – Birmańskiej Armii Narodowej. Po wojnie pozostał w wojsku i prowadził aktywną działalność na rzecz uzyskania niepodległości przez Birmę od Wielkiej Brytanii. W 1962 roku został zatrudniony w ministerstwie pracy oraz ministerstwie obrony na stanowisku dyrektora do spraw ćwiczeń wojskowych i planowania. W 1972 roku został członkiem gabinetu Ne Wina. W 1977 objął stanowisko ministra do spraw planowania i finansów. W czerwcu 1988 został wybrany na premiera Mjanmy. W październiku tego samego roku na stanowisku premiera zastąpił go Saw Maung, zaś Tun Tin ostatecznie wycofał się z życia politycznego kraju.